# جدول (قاعدة بيانات)

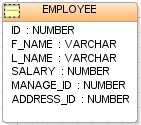

في قواعد البيانات، يُعرّف الجدول على أنه مجموعة من عناصر البيانات المنظمة على شكل أعمدة (و هي تُعرّف باسمها) و صفوف أفقية. يحتوي الجدول على عدد محدد من الأعمدة لكنه بمكن أن يحتوي على أي عدد من الصفوف. يُعرّف الصف من خلال القيم التي تظهر في جزء من الأعمدة يسمى بالمفتاح المرشح.